# 克什米爾衝突
克什米爾衝突（英語：Kashmir conflict）又稱克什米爾問題，是印度和巴基斯坦之間的主要領土衝突，是在1947年印巴分治之後開始的。中國有時發揮了次要作用。印度和巴基斯坦在克什米爾歸屬問題上打了三場戰爭，包括1947年和1965年的第一次印巴戰爭和第二次印巴戰爭，以及1999年的卡吉爾戰爭。這兩個國家也發生了幾場關於控制錫亞琴冰川的小衝突。
2003年之后，印度和巴基斯坦在控制线附近开始长期停火。2019年，印度总理莫迪撤销原查谟和克什米尔邦的特殊地位，并于2023年得到印度最高法院的肯定裁决。虽然停火于2021年得到了两国的重申，双方都设定了对方无法接受的谈判条件，两国关系持续“冷和平”状态。印度坚称查谟和克什米尔的地位是该国的内部事务，另一方面，包括谢里夫兄弟在内的巴基斯坦领导人将与印度关系的进展与新德里推翻2019年决定联系起来。

## 历史
印度聲稱擁有整個原查謨-克什米爾土邦，其实际管辖的领土約佔該地區的43％。它控制著查谟-克什米尔联邦区（查謨、克什米爾山谷）和拉達克联邦区（包括錫亞琴冰川在内）的土地。印度的主張受到巴基斯坦的質疑，巴基斯坦管理該地區約37％的地區，即自由克什米爾和吉爾吉特-巴爾蒂斯坦，中國目前管理其餘20％的無人居住地區，即喀喇昆仑走廊，阿克賽欽和巴里加斯的绝大部分地区。目前的衝突發生在克什米爾山谷。克什米爾人叛亂分子與印度政府之間的衝突根源與地方自治爭端並基於對自決的要求有關。直到20世紀70年代後期，克什米爾的民主才有限發展，到1988年，印度政府推行的許多民主改革都被扭轉了。此後，表達不滿情緒的非暴力渠道有限，並引起了對主張從印度進行暴力分裂的反叛分子的大力支持。1987年，有爭議的邦選舉成為了引發叛亂的催化劑，導致該邦的一些立法議員成員組成武裝叛亂集團。1988年7月，對印度政府的一系列示威，罷工和襲擊開始了克什米爾叛亂。
雖然由於查謨和克什米爾的動亂已導致數千人死亡，但近年來衝突變得不那麼致命了。為了表達對克什米爾地方政府與印度政府，特別是印度軍方之間的糾紛和不滿，自1989年以來一直活躍在查謨和克什米爾地區的抗議活動開始了。2008年舉行的選舉一般被聯合國難民事務高級專員認為是公平的，儘管分離主義武裝分子呼籲抵制，但選民投票率卻很高。這次選舉促成了親印度查謨和克什米爾全國會議的成立，該會議隨後在該邦成立了一個政府。根據美國之音分析人士的說法，認為這次選舉中選民投票率高，這表明克什米爾人民支持印度統治該邦。但在2010年，在涉嫌與當地年輕人結成安全部隊之後，騷亂爆發了。成千上萬的年輕人用石塊砸安全部隊，燒毀政府辦公室，襲擊火車站和公務車，不斷加劇暴力。印度政府指責分離主義分子和巴基斯坦武裝組織虔誠軍煽動2010年抗議活動。

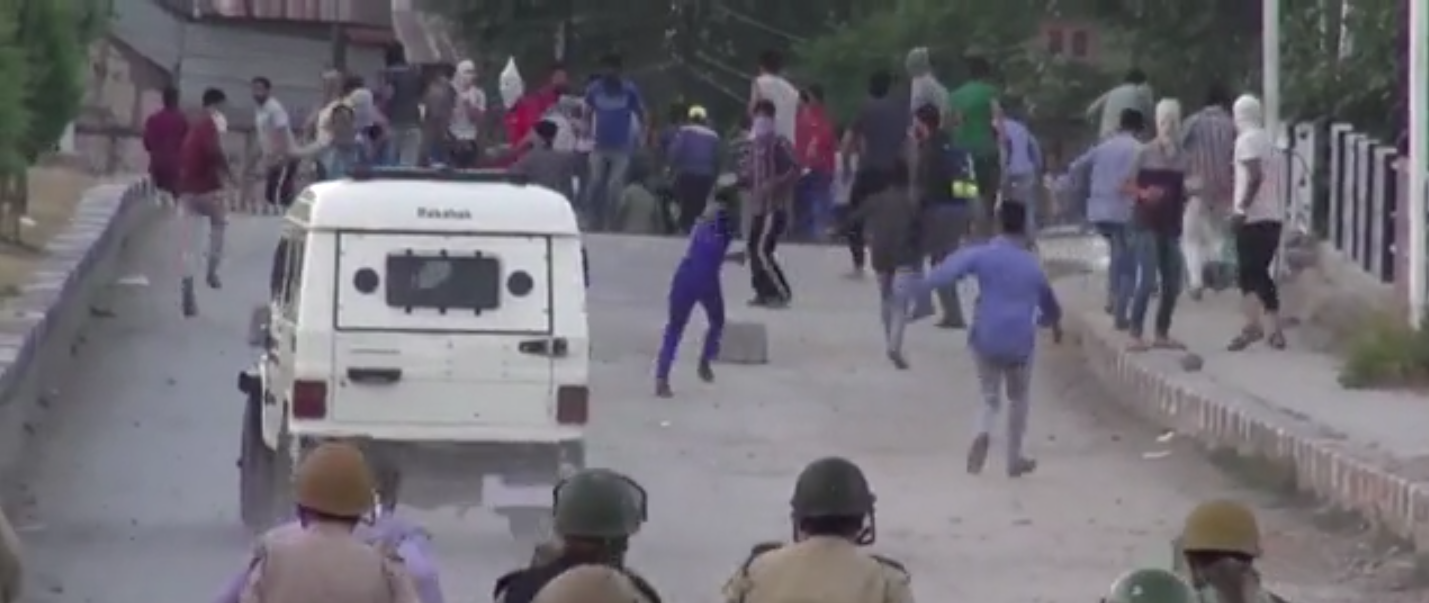
2016年发生在斯利那加的骚乱

2014年舉行的選舉在查謨和克什米爾的26年曆史中投票率最高。然而分析人士解釋說，克什米爾的選民投票率高並不是克什米爾人口對印度統治的支持，而是大多數人投票支持解決日常問題，如食物和電力。漆咸樓國際事務智囊團進行的一項民意調查發現，在克什米爾山谷（印度克什米爾主要是穆斯林的地區）的叛亂中心 - 各個地區對獨立的支持率在74％至95％之間。然而主要是人口印度教徒查謨和佛教徒的拉達克，支持留在印度的人數極高。據學者們說，印度部隊犯下了許多侵犯克什米爾平民的侵犯人權行為和恐怖行為，包括法外處決，強姦，酷刑和強迫失踪。 武裝分子的犯罪也已經發生，但在規模上與印度軍隊的罪行不具有可比性。據國際特赦組織稱，截至2015年6月，在查謨和克什米爾部署的印度軍隊的一名成員在民事法庭受到侵犯人權的審判，儘管之前已經舉行過軍事法庭審判。大赦國際對這一舉動表示歡迎，但告誡說，應始終如一地伸張正義，並向民事法庭起訴安全部隊人員。國際特赦組織還指責印度政府拒絕起訴該地區的虐待行為。
印度正式宣布查谟和克什米尔为其领土，但实际上它已愿意在各个方面维持控制线的现状。与此同时，巴基斯坦动用常规力量（三次印巴战争）以及支持克什米尔和印度其他地区的叛乱和恐怖主义，挑战印度政府对该地大部分地区的控制，特别是对克什米尔山谷的控制。“无论是通过政治途径还是军事手段”，巴基斯坦都要引起国际社会的关注，给印度施加压力，避免克什米尔问题的边缘化。巴基斯坦曾于1965年和1999年试图通过军事冒险行动强行解决问题，但均以失败告终；此外，巴方还企图通过与外部大国结盟来增加对抗印度的筹码。而印度自20世纪50年代中期以来利用其优势地位不断固化对克什米尔的实际控制，而且其立场日益强硬，企图迫使巴基斯坦接受以现有的印巴控制线为双方的永久国家边界。随着印度政府撤销其控制的克什米尔地区的特殊地位，并被印度最高法院裁定合法，克什米尔问题也被印度政府排除在印巴关系的范畴外。印度知名学者拉贾·莫汉亦在印媒上建言称，莫迪政府应利用当前有利的国际战略环境，坚定落实最高法院判决，“为印度彻底断绝外部势力干预克区奠定法律基础”，让“印度有机会永久性终结外部世界干预”。

## 外交争端
印巴第一次战争于1949年在联合国的斡旋下宣告结束。根据1948年的安理会第38、39号决议，双方立即停止敌对行动，而之后的安理会第47号决议还呼吁两国从克什米尔撤出军队，克什米尔的未来由将在联合国监督下进行的公民投票来决定。但是由于印度的反对，该地区从未能举行全民公投。同时印度方面则以“查谟-克什米尔邦”的名义将自己控制的地区并入到印度版图。巴基斯坦军方也拒绝撤出军队，以“阿扎德克什米尔”（自由克什米爾）的名义给予自己控制的地区自治地位。
冷战时期，凭借苏联对印度的支持，安理会多次否决了不利于印度的决议草案，联合国的决议也转向为呼吁印度和巴基斯坦通过双边谈判的方式解决争议。1972年以后，联合国安理会不再就印巴冲突问题通过任何决议。联合国人权事务高级专员办事处和联合国秘书长多年来都曾就此问题发表过评论，人权高专办于2018年和2019年发布了两份报告。印度管辖的查谟和克什米尔特殊地位被取消后，联合国安理会在中国要求下至少三次讨论克什米尔问题，但由于美国和俄罗斯等国的反对，既没有形成任何决议，也没有发表任何声明。监督印巴控制线停火的印巴观察组仍在运作，秘书长表示，印巴观察组只能通过联合国安理会的决定才能废除。

### 印度的立场
1971年第三次印巴战争后，巴基斯坦战败并与印度签署《西姆拉协定》，规定两国将之前依据《卡拉奇协议》划定的「停火线」转变为「控制线」，任何一方不得单方面改变争议地区的现状，包括领土争端在内的所有遗留问题应通过印巴双边而非第三方解决。此后，印度拒绝包括联合国在内的任何第三方介入克什米尔，国际社会也普遍认同其「克什米尔属于印巴之间的双边问题」的立场。

### 巴基斯坦的立场
巴基斯坦希望在联合国安理会1948年作出的公投决议框架下解决克什米尔问题，巴基斯坦代表继续在联合国大会等国际场合提出这一问题，并通过伊斯兰合作组织等机构争取支持。中国在外交上支持巴基斯坦的“合法权益”，土耳其则赞同巴基斯坦的立场。

## 近年衝突

### 2019年衝突
2019年2月14日，穆罕默德军一名自杀式炸弹袭击者在印度北部查谟-克什米尔邦的准军事化警察部队车队旁自爆,造成45人死亡。2019年2月26日清晨，多架印度空军战机越过印巴实控线穆扎法拉巴德地区，对巴控克什米尔地区印方所认为的穆罕默德军训练营进行空袭报复。随后印度军方指控巴基斯坦在26日下午以120mm的火炮十多次炮击印度控制克什米尔地区的平民与军事设施，造成5名士兵受伤。而巴基斯坦军方则指控印度炮击巴基斯坦控制克什米尔地区，致使多人死伤，且27日在巴基斯坦领空击落两架印度战机，其中一架掉落巴基斯坦控制克什米尔，另一架掉落印度控制克什米尔，并逮捕一名印度飞行员。冲突爆发后，已有多家印度航空公司取消部分航班。
2019年10月20日，印度与巴基斯坦军隊在克什米尔实际控制线附近发生交火，导致双方多名士兵与平民伤亡。

### 2019年廢除查謨和喀什米爾邦的憲法特殊地位
2019年8月5日，印度人民党政府通过重组法案，并由拉姆·納特·柯文德签署總統令，廢除了《印度憲法370條》，即刻撤销了查謨和喀什米爾邦在憲法上特殊地位，並遣派軍隊，無預警实施宵禁，且該命令下達後印度封锁了印控克什米尔84天。期間有軍警進入毆打驅趕支持巴國的群眾，巴基斯坦指控其為非法行為。之後10月30日巴基斯坦克什米尔事务部长阿里·阿明·甘达普尔發出首次官方的軍事聲明，表示萬一開戰，在克什米尔地区的领土争议问题上支持印度的国家也将面临导弹打击。

### 2020年衝突
2020年4月12日，印度和巴基斯坦军队在克什米尔实际控制线附近发生交火，造成3名印度平民死亡。
2020年6月14日，印度和巴基斯坦在克什米尔实控线附近发生交火，造成1名士兵死亡，三名士兵受伤。
2020年11月13日，印巴两国在停火线附近發生邊境衝突，雙方互射导弹造成10余人死亡。
2021年2月25日，巴基斯坦军方表示和印度军方代表通过热线电话举行了会谈，双方同意严格遵守在克什米尔的控制线一带达成的停火协议。

### 2023年冲突
2023年6月24日，巴基斯坦指控印度士兵越过实控线，在巴基斯坦控制的瑟德瓦尔（英語：Sattwal）向一群克什米尔牧羊人开火。由于这起事件，两名克什米尔人丧生，一人受重伤。这是首个违反2021年2月的实控线停火协议的事件，发生在印度总理莫迪访问美国之后。